# Cá ó dơi Nhật Bản
Cá ó dơi Nhật Bản hay cá ó dơi đuôi gai (Mobula japonica), là một loài cá biển nổi thuộc họ Mobulidae. Nó được tìm thấy ở khắp các vùng biển nhiệt đới và cận nhiệt đới của Ấn Độ Dương-Thái Bình Dương và đông Đại Tây Dương.

## Mô tả
Cá ó dơi Nhật Bản là một loài cá đuối lớn có thể phát triển đến chiều rộng tối đa là 3,1 m (chiều rộng trung bình 2,3 m). Giống như hầu hết các loài cá đuối, nó dẹt theo chiều ngang và có vây ngực hình tam giác tương đối lớn ở hai bên của đĩa cơ thể chính. Ở phía trước, nó có một cặp vây tròn là phần mở rộng về phía trước của vây ngực. Chúng có thể cuộn lại theo hình xoắn ốc để bơi hoặc có thể loe ra để dẫn nước vào miệng bụng khi nó đang ăn.
Màu cơ thể nền của mặt lưng là màu xanh hoa cà đậm với một dải đen lớn trải dài từ mắt này sang mắt khác. Mặt bụng màu trắng. Bề mặt bên trong của vây đầu có màu xám bạc với các đầu màu đen, trong khi bề mặt bên ngoài và mặt sau mắt có màu trắng.
Loài này có thể được phân biệt với các loài cá đuối lớn khác bằng cái đầu nhô ra, vây lưng màu trắng, có gai giữa gốc vây lưng và đầu đuôi, và chiều dài của đuôi. Gai của nó nằm ngay phía trên khu vực mà vây ngực gặp cơ thể.

## Phân bố và sinh cảnh
Có rất ít thông tin về sự phân bố của loài này. Nó được cho là có sự phân bố theo vòng cầu ở các vùng biển nhiệt đới và ôn đới, cả ven bờ và xa bờ và hoàn toàn thủy sinh. Vịnh phía nam California dường như là nơi giao phối và sinh sản quan trọng.

## Sinh học
Cá ó dơi Nhật Bản có lối sống sống nổi và đã được quan sát là sống cả đơn độc và theo nhóm. Nó ăn động vật phù du bằng cách lọc nước biển.
Như tất cả các loài thuộc họ Mobulidae, chúng là loài noãn thai sinh. Sau khi giao phối, trứng đã thụ tinh sẽ phát triển trong ống dẫn trứng của con cái. Lúc đầu, chúng được bao bọc trong một vỏ trứng trong khi phôi đang phát triển ăn lòng đỏ. Sau khi trứng nở, con non vẫn ở trong ống dẫn trứng và nhận được chất dinh dưỡng từ chất tiết sữa. Con non có chiều rộng đĩa 70–85 cm khi mới sinh.

## Tình trạng bảo tồn
Trong những năm gần đây, hoạt động đánh bắt cá họ Mobulidae đã nhận được một sự thúc đẩy đáng kể do giá lưới mang của chúng tăng trên thị trường Đông y. Ngoài sản lượng đánh bắt có mục tiêu, loài này cũng phải chịu thiệt hại do đánh bắt, đặc biệt là trong nghề đánh bắt mang cá. Vì những tổn thất liên tục như vậy có tác động lớn đến một loài có tỷ lệ sinh sản thấp, thời gian mang thai dài chỉ có một con duy nhất tại một thời điểm và thành thục sinh dục muộn, cá ó dơi Nhật Bản đã được IUCN xếp vào loại sắp bị đe dọa.

## Hình ảnh

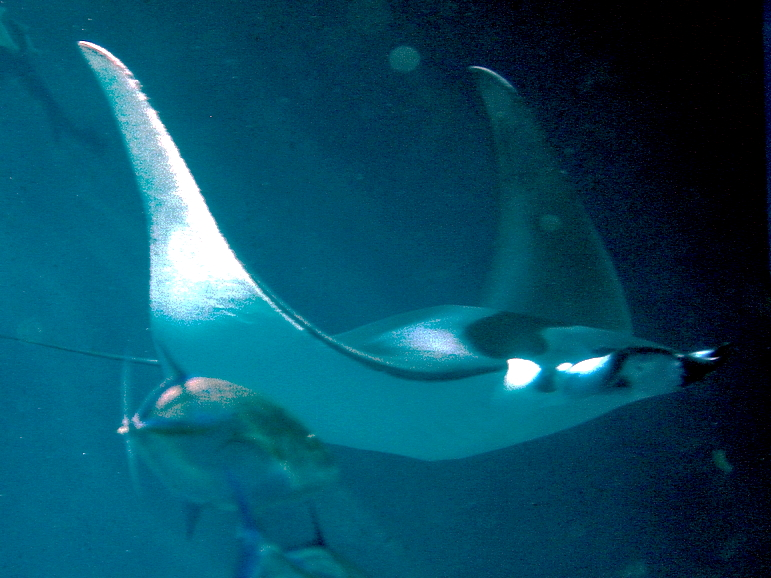
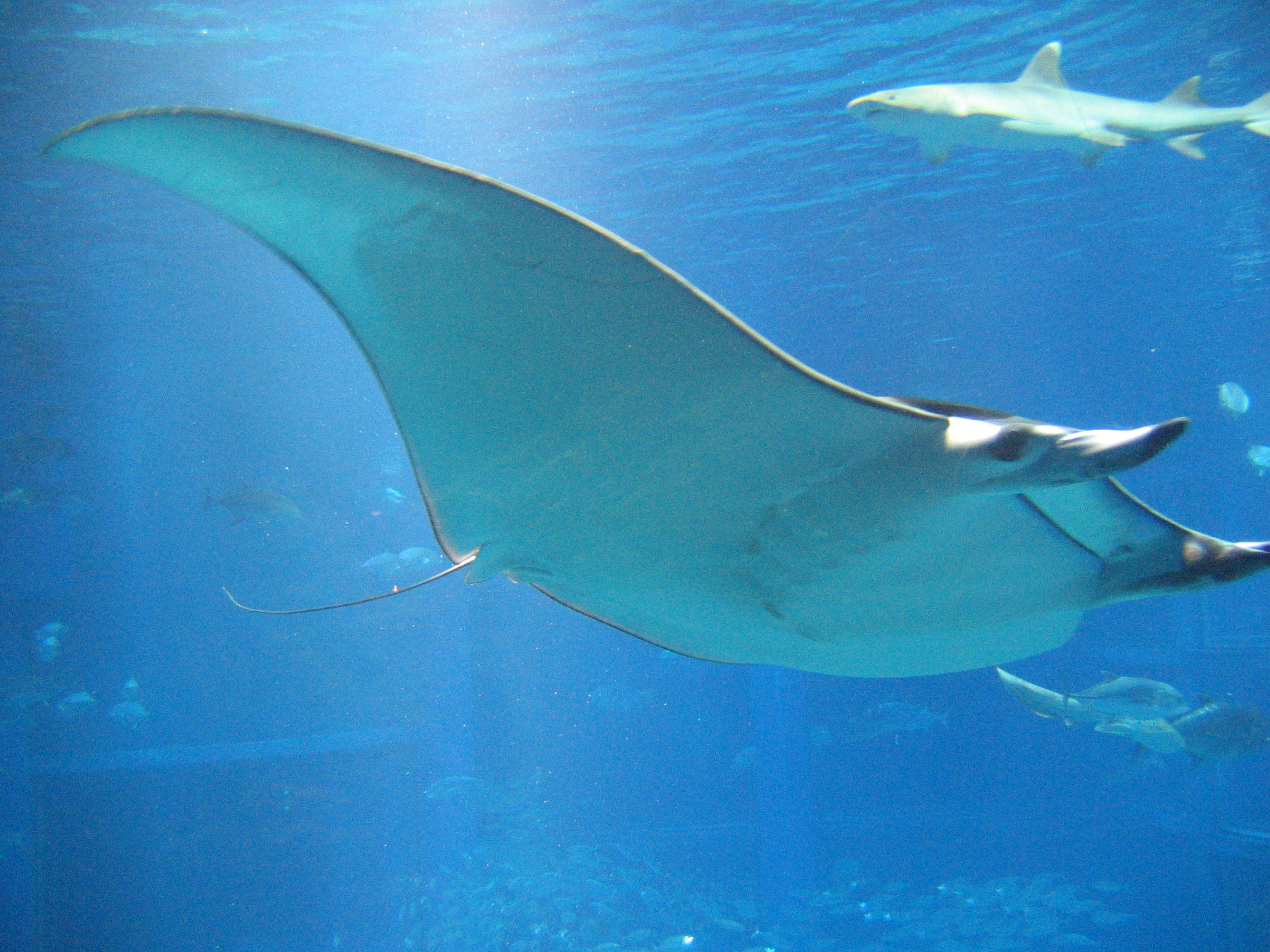
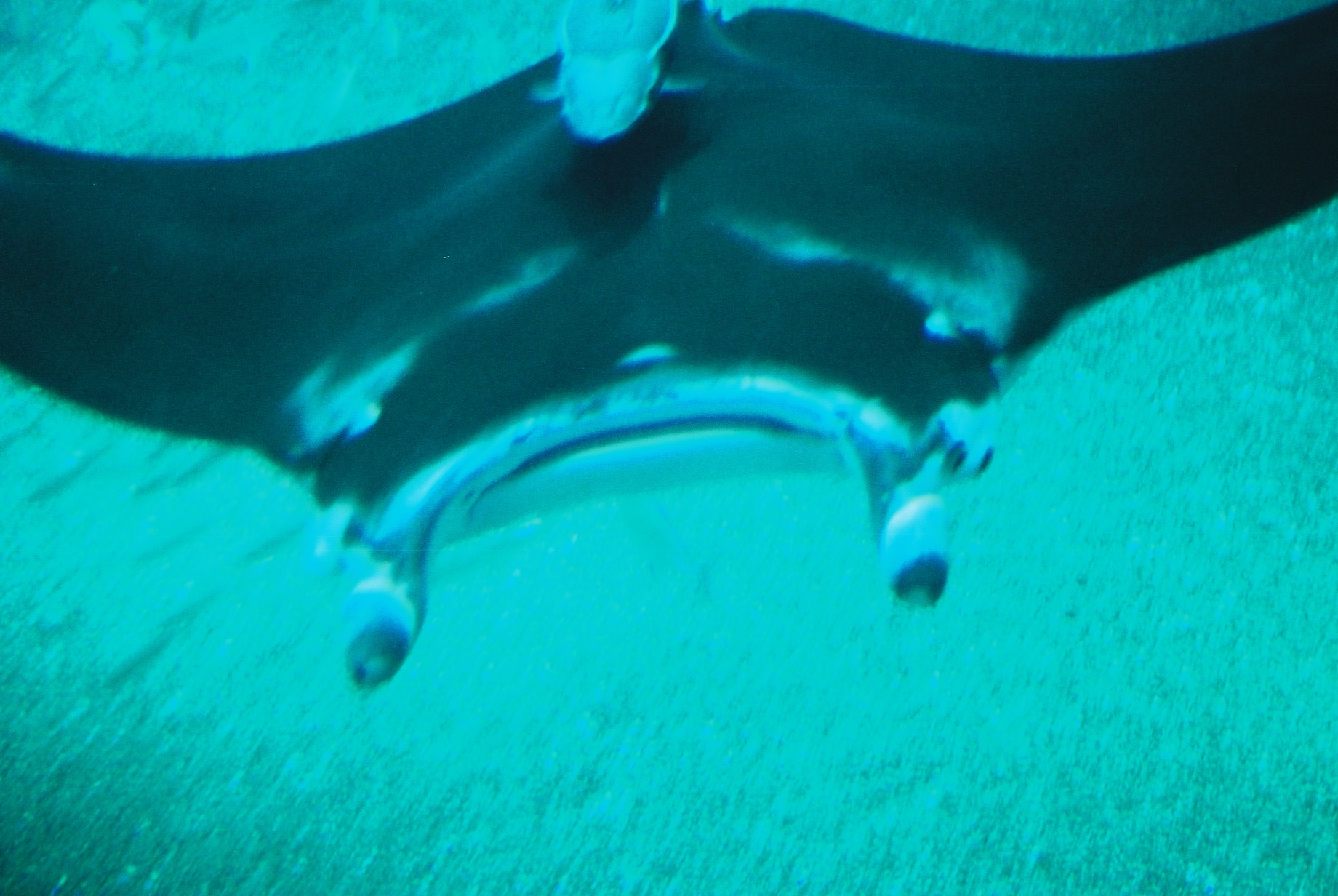